# 7054 Brehm
7054 Brehm eller 1989 GL8 är en asteroid i huvudbältet som upptäcktes den 6 april 1989 av den tyske astronomen Freimut Börngen vid Tautenburg-observatoriet. Den har fått sitt namn efter Christian Ludwig Brehm och Alfred Brehm.
Asteroiden har en diameter på ungefär 4 kilometer.